# Armenisch-Evangelische Kirche

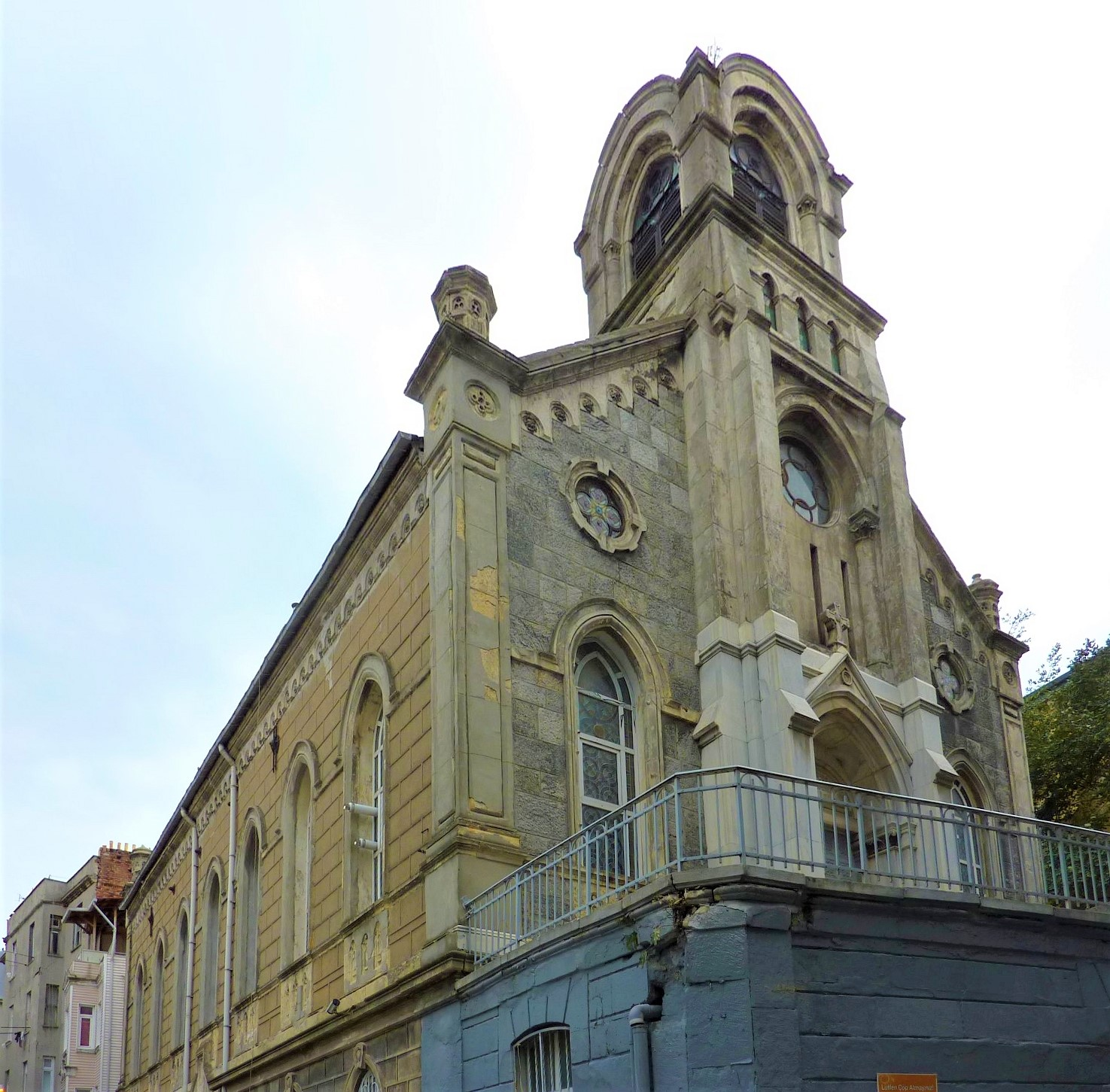
Die armenisch-evangelische Kirche der türkischen Großstadt Istanbul

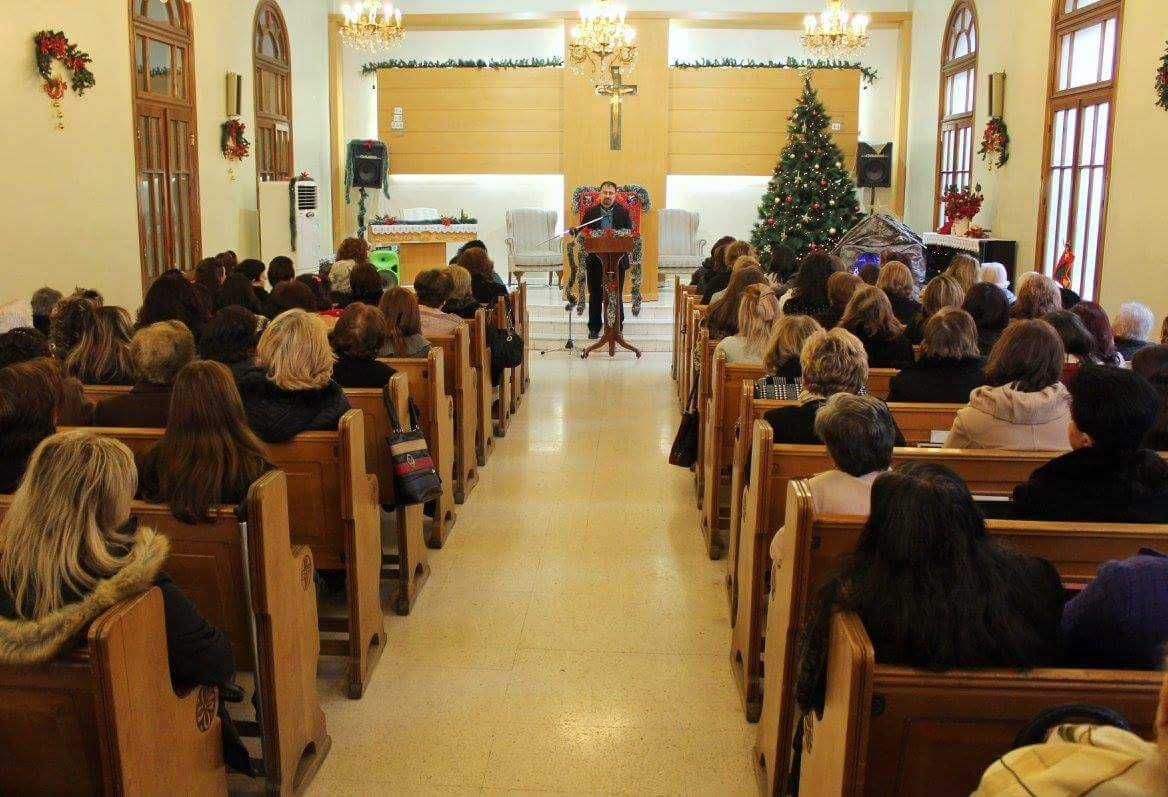
Gottesdienst in der armenisch-evangelischen Märtyrerkirche in Aleppo, 26. Dezember 2017

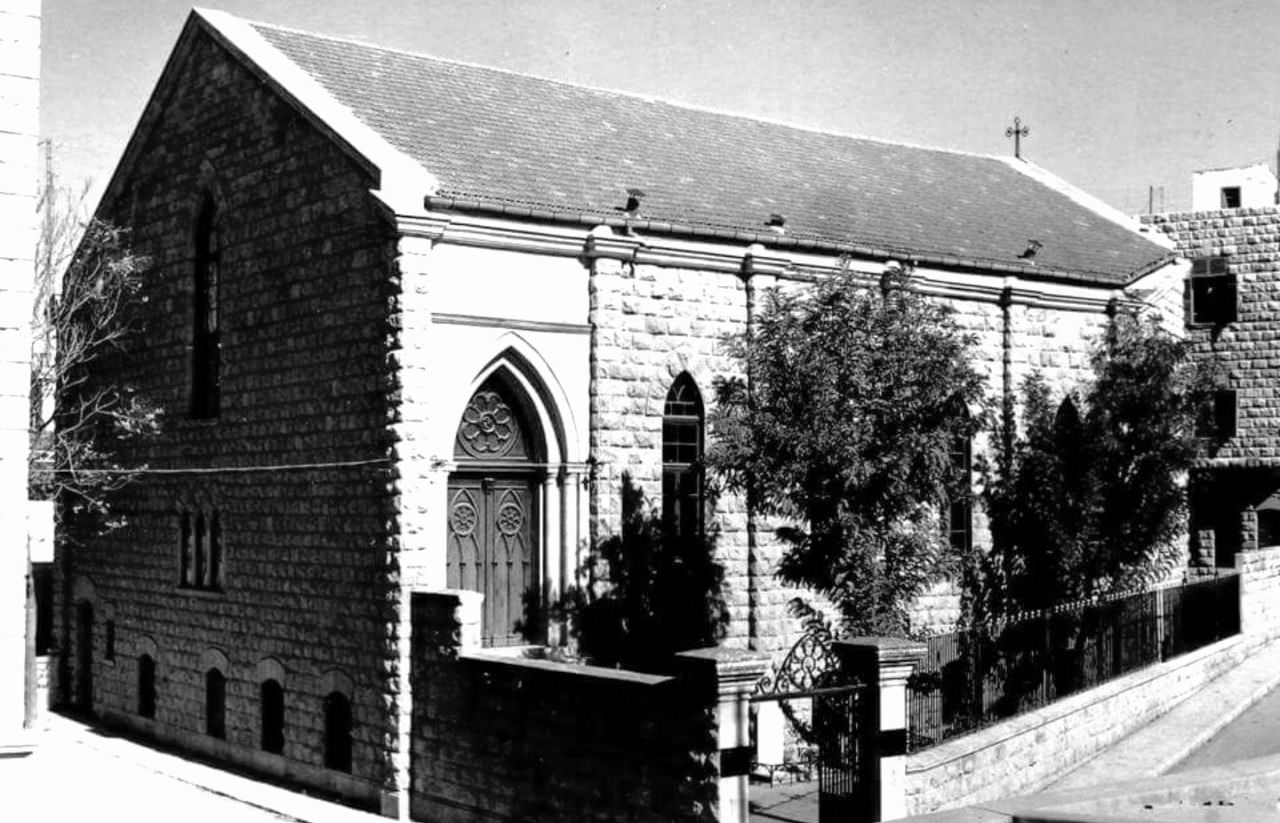
Die armenisch-evangelische Immanuelkirche in der syrischen Großstadt Aleppo, 2. Januar 1950

Die Armenisch-Evangelische Kirche (armenisch Հայաստանեայց Աւետարանական Եկեղեցի, Umschrift: Hajastaneajz Awetaranakan Jekeghezi) ist eine armenischsprachige, mit der armenischen Diaspora weltweit verbreitete protestantische Kirche. Sie entstand 1846 in Konstantinopel durch Abspaltung von der Armenisch-Apostolischen Kirche.

## Entstehung
Im 19. Jahrhundert begann in Konstantinopel eine religiöse Strömung unter den armenischen Christen, die sich vor allem auf das Bibelstudium als Quelle der Religion stützte und bald Widersprüche zwischen den Bibeltexten und der Praxis der Armenisch-Apostolischen Kirche konstatierte. Diese Bewegung erhielt in den 1820er Jahren Unterstützung durch Bibelübersetzungen in türkischer und neuarmenischer Sprache; ab etwa 1830 förderten Missionare aus den USA evangelische Reformbestrebungen unter den Armeniern im Osmanischen Reich, auch durch die Arbeit in Grundschulen. 1828 wurde unter dem armenischen Patriarchat ein Theologieseminar gegründet, das unter seinem Leiter Krikor Peshdimaljian vor allem qualifizierte Kleriker für die Armenisch-Apostolische Kirche ausbilden sollte. In diesem Seminar verbreiteten sich die reformatorischen Ideen so weit, dass sich Patriarch Stepanos III. Zacharian genötigt sah, die Bewegung, die inzwischen eine „Pietistische Union“ gegründet hatte, zu bekämpfen. Patriarch Matheos II. schließlich exkommunizierte 1846 die Anhänger der pietistischen Bewegung, worauf am 1. Juli des Jahres 37 Männer und drei Frauen durch ein Glaubensbekenntnis in zwölf Abschnitten die Armenisch-Evangelische Kirche gründeten, die schon im Jahr darauf von den Behörden der Hohen Pforte als eigenes Millet anerkannt wurde. Mit der armenischen Diaspora verbreitete sich die Kirche weltweit.

## Die Kirche heute

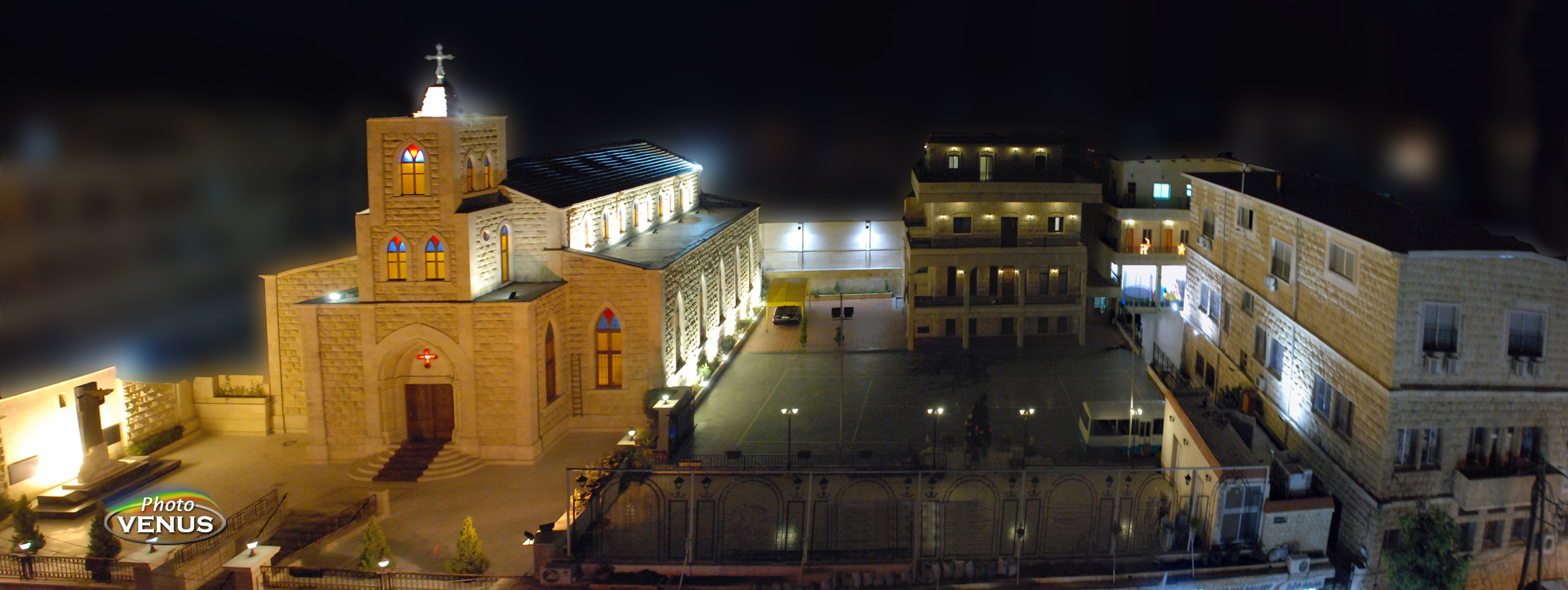
Armenische evangelische Bethelkirche mit zugehöriger Sekundarschule in Aleppo, 2016

Heute bestehen 90 armenisch-evangelische Gemeinden in den Staaten Ägypten, Argentinien, Armenien, Australien, Belgien, Brasilien, Bulgarien, Deutschland, Frankreich, Georgien, Griechenland, Irak, Iran, Kanada, Libanon, Syrien, Türkei, Uruguay, den Vereinigten Staaten und im Vereinigten Königreich sowie in Zypern. Allein in der syrischen Großstadt Aleppo gibt es mit der Bethelkirche, der Immanuelkirche und der Märtyrerkirche drei armenisch-evangelische Kirchen.
Sie sind in sieben Kirchen organisiert (Gründungsdatum in Klammern):
- Vereinigung der Armenischen Evangelischen Kirchen im Nahen Osten (UAECNE, 1924)
- Armenisch-Evangelische Union von Nordamerika (AEUNA, 1971)
- Armenisch-Evangelische Union von Frankreich (AEUF, 1924)
- Union der Armenisch-Evangelischen Kirchen in Armenien (1995)
- Armenisch-Evangelische Union von Eurasien (1995)
- Armenisch-Evangelische Gesellschaft Europas
- Union der Armenisch-Evangelischen Gemeinschaften in Bulgarien (1995)